# Restrepia elegans
Restrepia elegans är en orkidéart som beskrevs av Gustav Karl Wilhelm Hermann Karsten. Restrepia elegans ingår i släktet Restrepia och familjen orkidéer. Inga underarter finns listade i Catalogue of Life.

## Bildgalleri

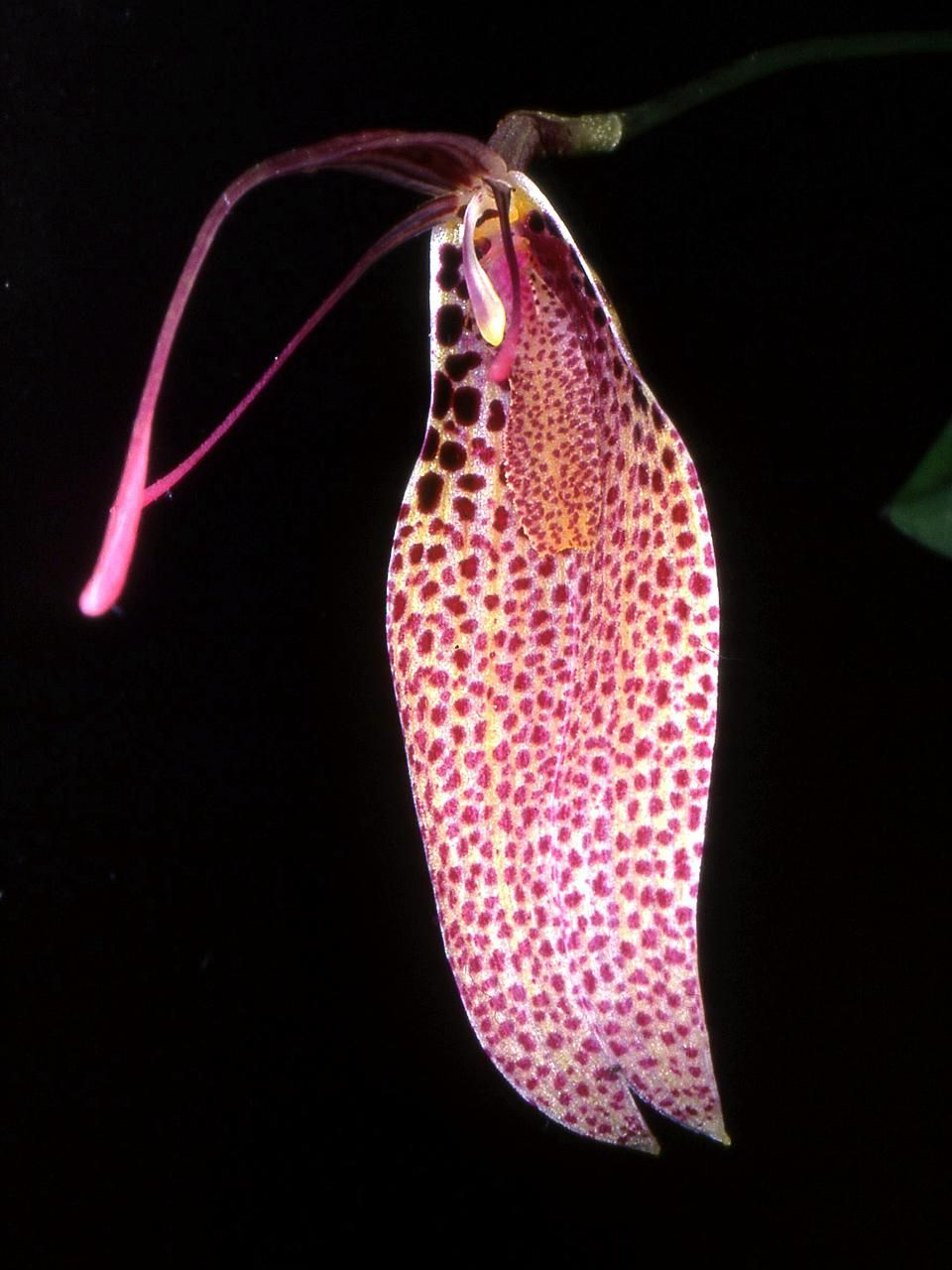
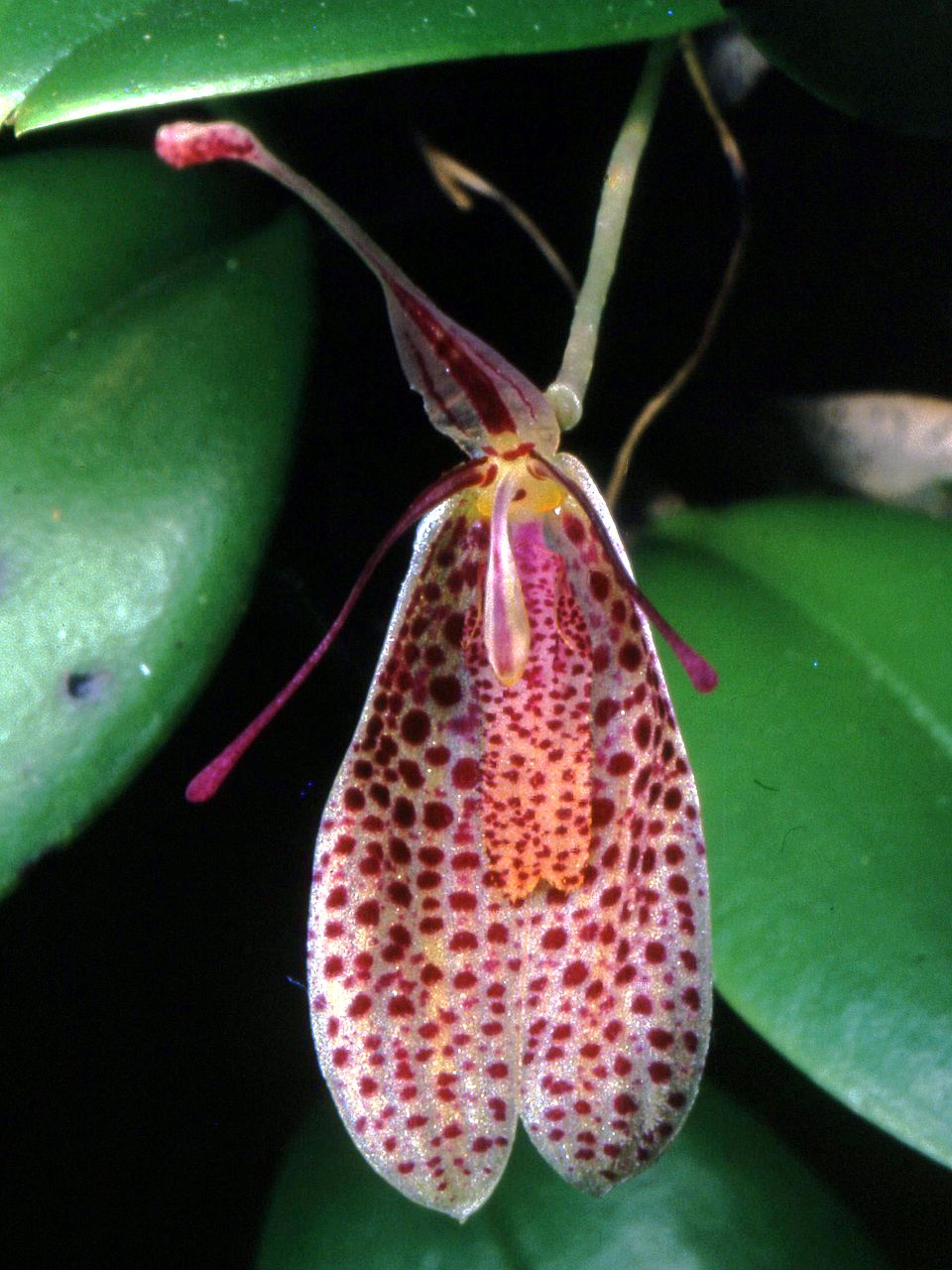
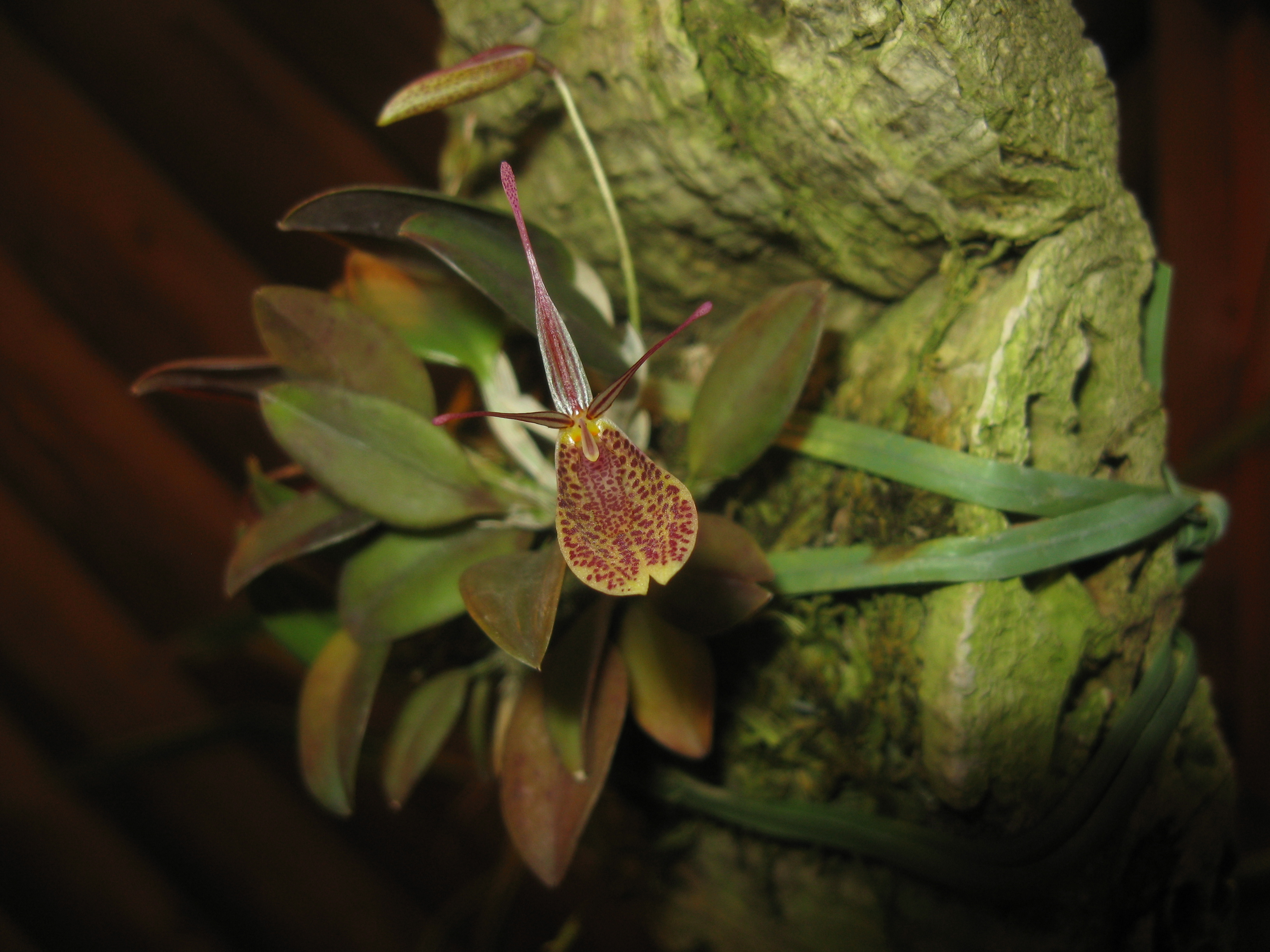
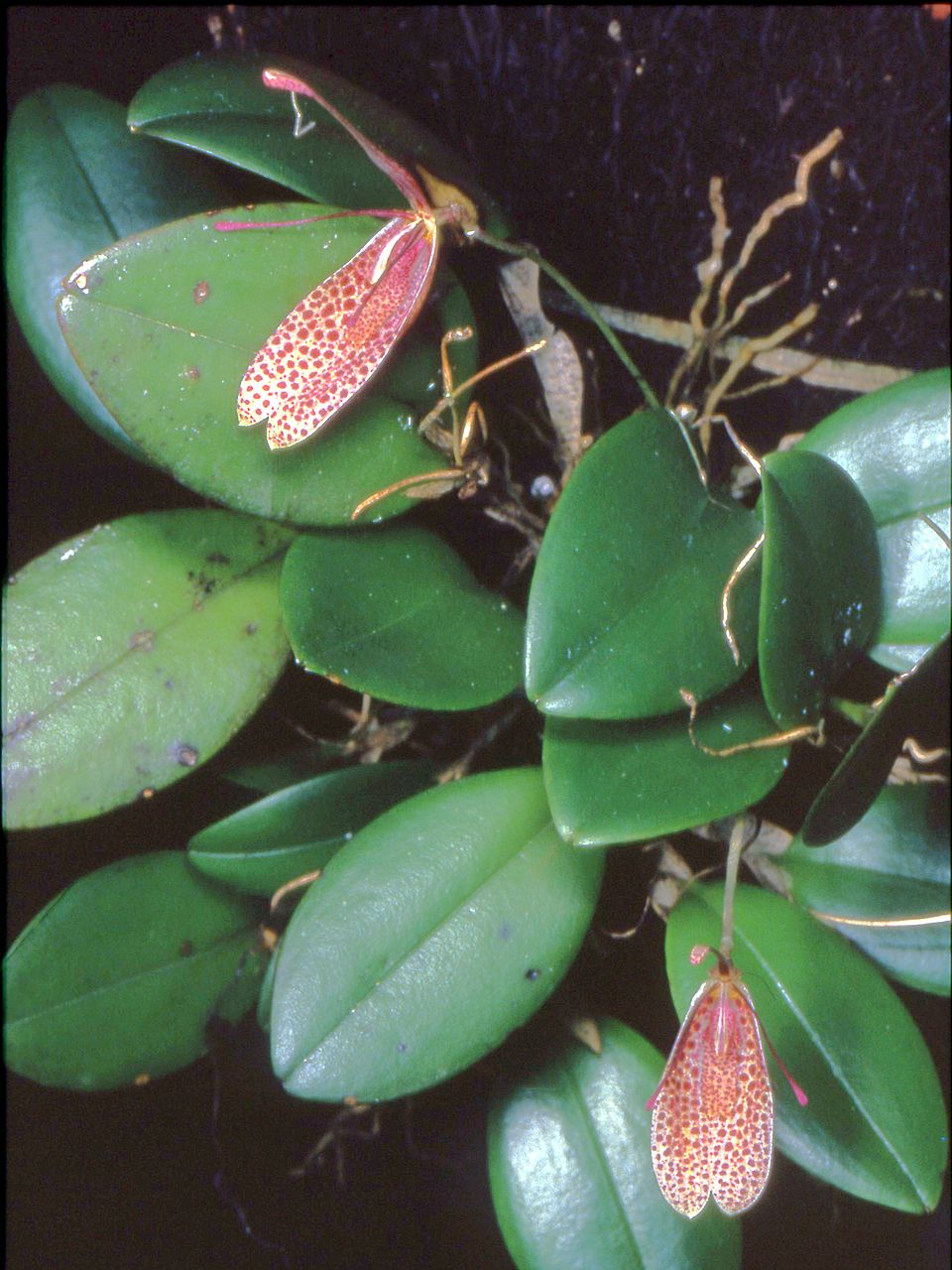
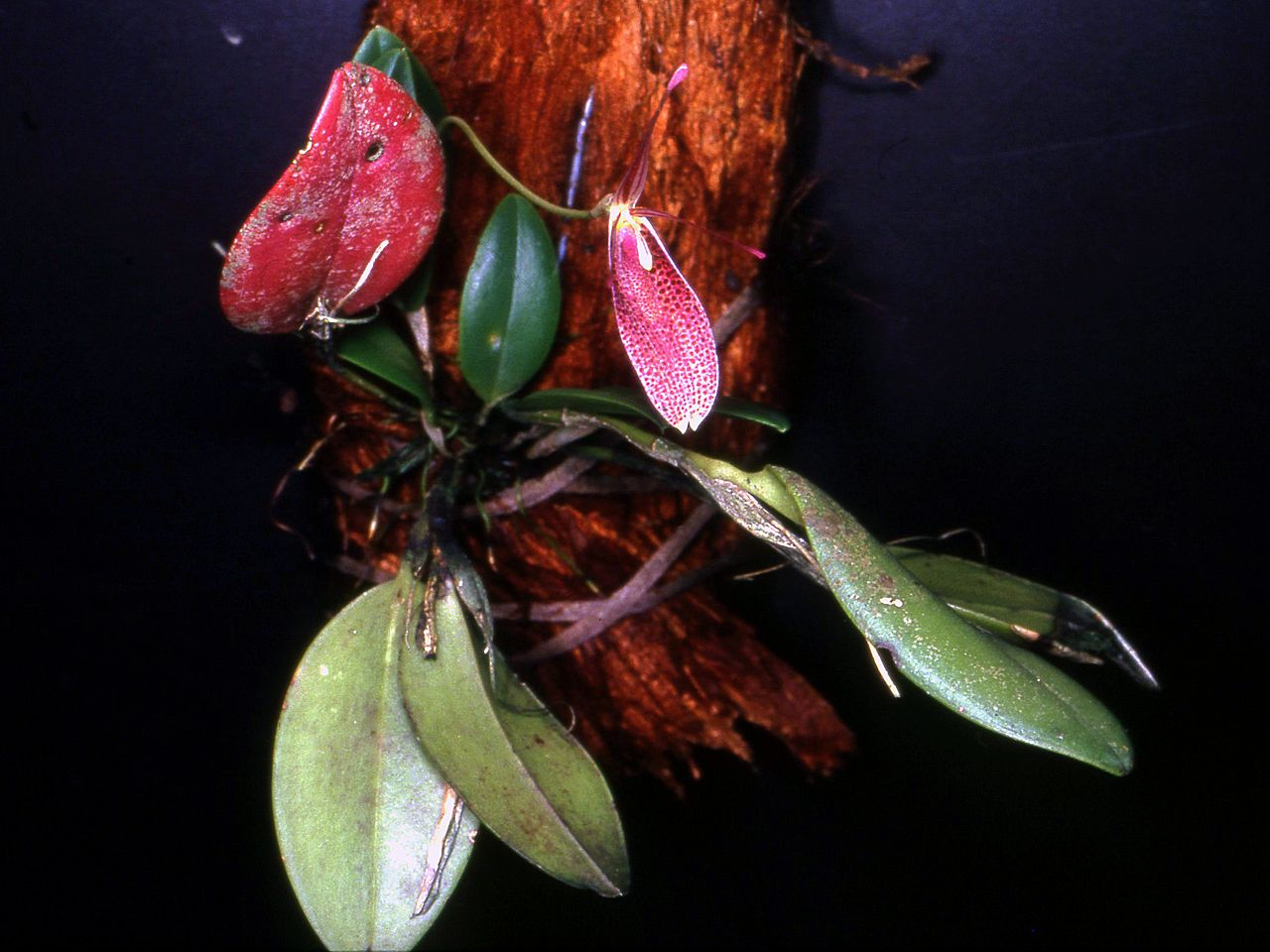
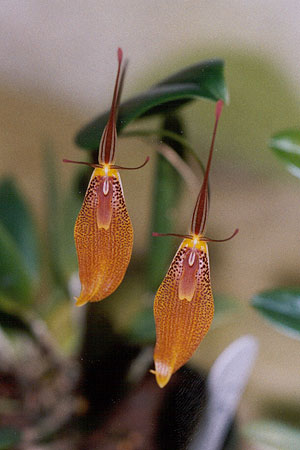